# Жером Потьє
Жером Потьє (фр. Jérôme Potier; нар. 18 липня 1962) — колишній французький тенісист.
Найвищу одиночну позицію світового рейтингу — 68 місце досяг 27 листопада 1989, парну — 140 місце — 15 лютого 1988 року.
Найвищим досягненням на турнірах Великого шолома було 3 коло в одиночному розряді.
Завершив кар'єру 1990 року.

## Фінали за кар'єру

### Одиночний розряд (2 поразки)
| Результат | W/L | Дата     | Турнір         | Покриття | Суперник        | Рахунок  |
| --------- | --- | -------- | -------------- | -------- | --------------- | -------- |
| Поразка   | 0–1 | Кві 1988 | Ніцца, Франція | Ґрунт    | Анрі Леконт     | 6–2, 6–2 |
| Поразка   | 0–2 | Кві 1989 | Ніцца, Франція | Ґрунт    | Андрій Чесноков | 6–4, 6–4 |

### Парний розряд (1 поразка)
| Результат | W/L | Дата     | Турнір          | Покриття | Партнер  | Суперники                  | Рахунок       |
| --------- | --- | -------- | --------------- | -------- | -------- | -------------------------- | ------------- |
| Поразка   | 0–1 | Тра 1990 | Болонья, Італія | Ґрунт    | Джим П'ю | Ґуставо Луса Удо Ріглевскі | 7–6, 4–6, 6–1 |